# Конгони
Конго́ни, или обыкновенный бубал, или коровья антилопа, или степной бубал (лат. Alcelaphus buselaphus), — антилопа подсемейства бубалов (Alcelphinae) семейства полорогих (Bovidae), единственный вид одноимённого рода (Alcelaphus).

## Внешность
Длина тела у этого крупного вида составляет 2 м, высота в холке около 130 см, а масса достигает почти 200 кг. Шерсть в зависимости от подвида имеет окраску от светло-серой до красно-коричневой. Характерен чёрный рисунок в посередине длинной морды и на ногах. Рога, присущие обоим полам, которые вследствие этого трудноразличимы, растут из общей основы и выгибаются в форме полумесяца наружу и наверх. Их длина достигает 70 см.

## Ареал
Ранее конгони были широко распространены в засушливых саваннах Африки, от Средиземного моря до мыса Доброй Надежды. Согласно легендам, они встречались и в Палестине, однако доказательств этому пока нет. На юге Восточной Африки конгони отсутствуют, вместо них там водится бубал Лихтенштейна. В наши дни конгони истреблены в большей части своего первоначального ареала.

## Образ жизни

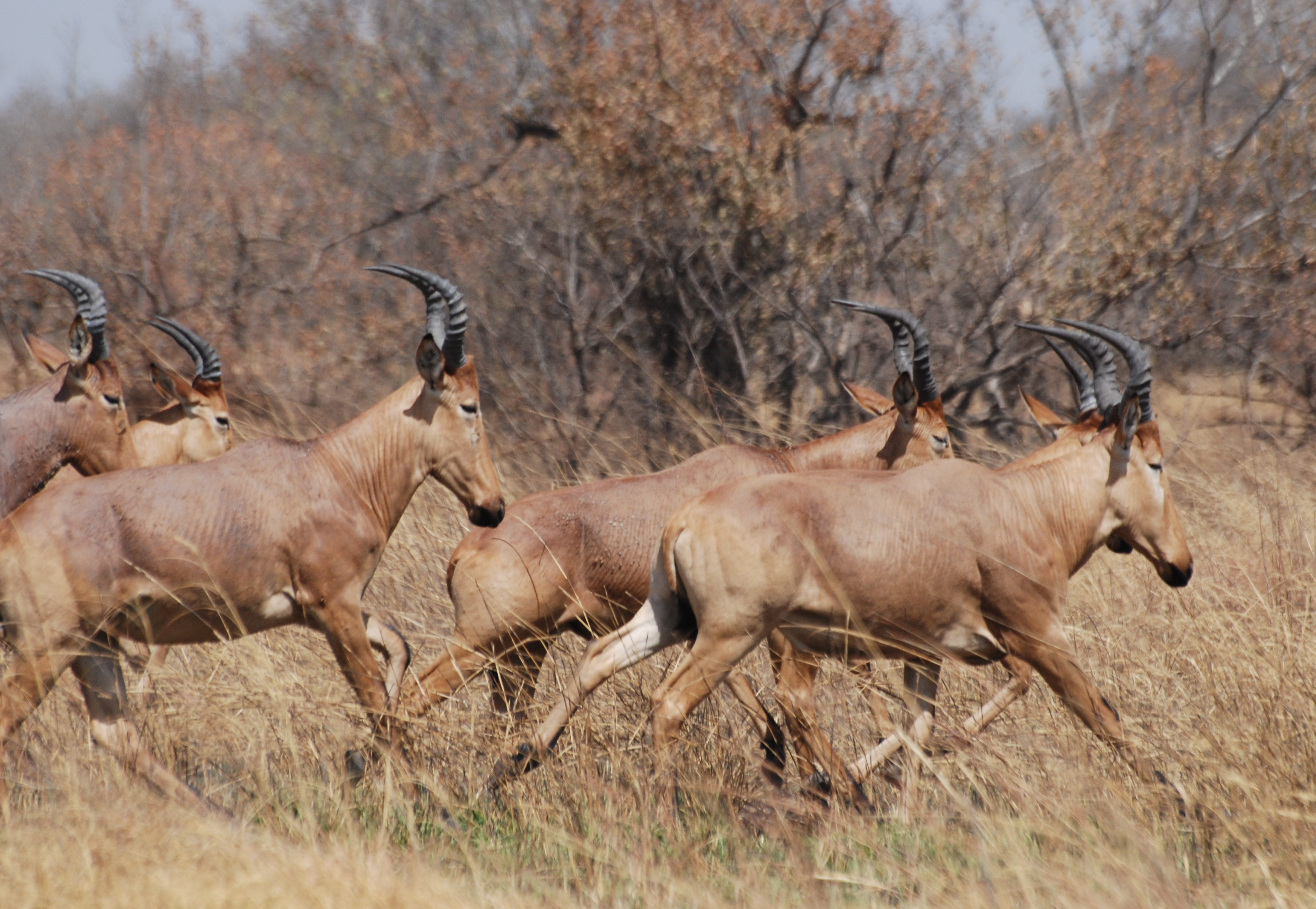
Бегущее стадо конгони

Конгони активны в дневное время и живут в стадах. Хотя их походка из-за различной длины передних и задних ног выглядит несколько неуклюже, убегая от хищника эти антилопы могут достигать почти 80 км/ч. Как и у многих других видов стада разделены по половому признаку. Самки и молодняк обитают в стадах, насчитывающих до 300 особей. Эти стада могут быть ещё значительно крупнее, прежде всего в Национальном парке Серенгети, где существует около 18 тысяч конгони.
Молодые самцы образуют собственные холостяцкие стада, в которых живут около ста особей. В возрасте четырёх лет самцы начинают жить поодиночке в собственном ареале, который они обороняют против соперников, претендуя на всех находящихся в нём самок. В возрасте восьми лет самцы становятся слишком слабы, чтобы побеждать молодых претендентов на их ареал и теряют его. После этого они скитаются в одиночку и пытаются избегать встреч с другими самцами.
Продолжительность жизни может достигать двадцать лет, однако лишь немногие особи становятся старше, чем десять лет. Конгони являются типичными травоядными животными, которые однако время от времени питаются также листвой с кустарников. По возможности они стараются регулярно пить, однако могут выживать долгое время без воды.

## Угрозы
Засухи и болезни могут быстро сократить популяцию конгони, особенно если в наличии конкуренция со стороны других стад антилоп. В некоторых местностях угрозу составляет интенсивная охота.

## Подвиды

### Южноафриканские конгони

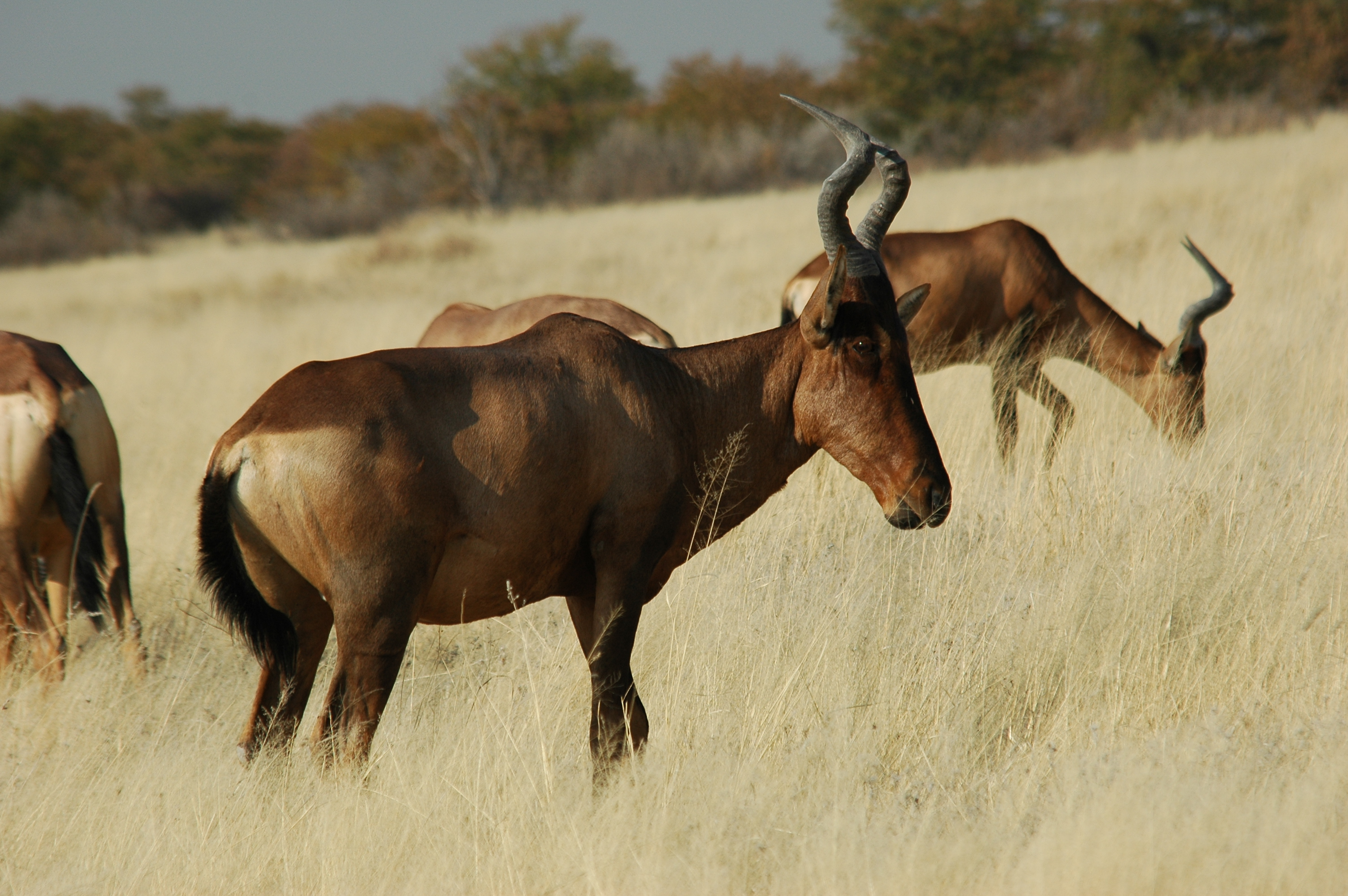
Южноафриканский конгони

Каама (A. b. caama) — географически отделены от других подвидов. Между обеими популяциями обитает родственный конгони бубал Лихтенштейна, выделяемый иногда в отдельный род Sigmoceros. Южноафриканские конгони отличаются красно-коричневой шерстью, а также чёрными рисунками на морде и ногах. Они были почти истреблены, однако смогли выжить в заповедниках и с тех пор встречаются чаще. Wilson и Reeder (2005) классифицируют южноафриканских конгони как отдельный вид Alcelaphus caama.

### Северные подвиды
Многие подвиды ранее рассматривались как отдельные виды:
- Североафриканский конгони A. b. buselaphus — истреблён в 1920-х годах в результате интенсивной охоты. Был распространён к северу от Сахары от Марокко до Египта;
- Западноафриканский конгони A. b. major — распространён в саваннах Западной Африки;
- Конгони тора[2][4] (A. b. tora) — распространён в Эфиопии и Эритрее, оценивается МСОП как состоящий под серьёзной угрозой;
- Конгони Свайне[2][4] (A. b. swaynei) — также весьма угрожаемый подвид. Однажды обитал в Сомали, сегодня разрозненные популяции в эфиопско-сомалийском пограничье;
- Лелвел[1] (A. b. lelwel) — встречается в Чаде, Конго и Уганде;
- Бубал Лихтенштейна[6], или хартбист Лихтенште́йна[7] (A. b. lichtensteinii) — распространён на юге Восточной Африки в государствах Заир, Танзания, Замбия, Ангола, Малави, Мозамбик и Зимбабве;
- Конгони A. b. cokii — живёт в саваннах Кении и Танзании. Является наиболее распространённым подвидом, давшим виду своё название.